# Trichospira
Trichospira es un género monotípico de plantas fanerógamas perteneciente a la familia de las asteráceas. Su única especie: Trichospira verticillata, es originaria de América.

## Descripción
Son hierbas anuales o perennes, con un tamaño de hasta 30 cm de largo, escandentes, ocasionalmente enraizando en los nudos inferiores; ramas escasamente estriadas, tomentosas a glabras. Hojas opuestas en las capitulescencias, alternas en la parte inferior, oblongas, obovadas a espatuladas, 1–4 (5) cm de largo y 0.5–2 cm de ancho, ápice redondeado, base cuneada, márgenes irregularmente crenados o dentados, glabras a escasamente tomentosas en la haz, gris-tomentosas con tricomas aracnoides en el envés; sésiles o con pecíolos indefinidos, formados desde la porción angosta de la lámina de la hoja, aurículas basales frecuentemente presentes. Capitulescencias axilares, 1 par de capítulos sésiles en cada nudo; capítulos discoides, con ca 10 flósculos; involucros campanulados, 4–5 mm de largo y de ancho; filarias 2–5, oblongas, hialinas, frecuentemente víscido-glandulosas cerca del ápice; receptáculos diminutos, paleáceos; corolas ca 2 mm de largo, azules a purpúreas, tubo y limbo subiguales; anteras 4 con apéndices cortamente redondeados; estilos ca 2 mm de largo, ápice piloso, ramas cortas, nectario prominente. Aquenios planos con 2–3 costillas por cara, 3–5 mm de largo, angulados, las costillas y ángulos menudamente ciliados; vilano de 2 aristas divergentes, fuertes, 1.5–2.5 mm de largo, y varias aristas diminutas en cada cara.

## Distribución
Se encuentra como especie común, en pantanales y sabanas de pinos, en la zona atlántica; a una altitud de 0–700 metros en México, Belice, El Salvador, Nicaragua, Sudamérica tropical y Cuba. 

## Taxonomía
Trichospira verticillata fue descrita por (Carlos Linneo) S.F.Blake y publicado en Torreya 15(5): 106. 1915.
Sinonimia
- Bidens verticillata L.	basónimo
- Rolandra septans Willd. ex Less.
- Trichospira biarista Less.
- Trichospira biaristata DC.
- Trichospira biaristata Less.
- Trichospira menthoides Kunth
- Trichospira prieurei DC.
- Trichospira pulegium Mart. ex DC.[3]